# 13087 Chastellux
13087 Chastellux eller 1992 OV6 är en asteroid i huvudbältet som upptäcktes den 30 juli 1992 av den belgiske astronomen Eric W. Elst vid La Silla-observatoriet. Den är uppkallad efter François-Jean de Chastellux.
Asteroiden har en diameter på ungefär 6 kilometer och den tillhör asteroidgruppen Koronis.